# منية جناج
منية جناج، قرية تابعة للوحدة المحلية بقرية محلة دياي التابعة لمركز دسوق التابع لمحافظة كفر الشيخ في جمهورية مصر العربية.

## السكان
حسب إحصاءات عام 2006، بلغ عدد سكان منية جناج 6,941 نسمة، منهم 3,503 ذكر و3,438 أنثى.